# フエフキサギ
フエフキサギ (笛吹鷺、学名：Syrigma sibilatrix) は、サギ科に分類される鳥の一種である。

## 分布
コロンビアからベネズエラ、アルゼンチンまで分布する。分布地は不連続的である。

## 形態
全長53-61cm。他のサギ類に比べると嘴がやや短い。頭上は黒色、目先から嘴基部までは青色、頸から胸、腹部にかけては黄色がかった白色、背中と翼は灰色である。後頭部に黒くて長い冠羽がある。嘴は紅色で、先端部は黒い。脚は黒色か暗い褐色である。

## 生態
湿地や沼地、河口、干潟に生息する。しばしば、高地の乾燥した草原でも見られる。
主に昆虫類を捕食する。
樹上に営巣する。小さなコロニーを形成することもある。1腹4個の卵を産む。抱卵期間は約28日で、雛は約42日で巣立ちする。
鳴き声は高い「クリー　クリー」、または「フィー　フィー」というような笛声である。